# Sebastián Martínez-Risco y Macías
Sebastián Martínez-Risco y Macías (Ourense, 19 de gener de 1899 - A Coruña, 24 de setembre de 1977) fou un jutge, advocat, poeta, novel·lista i assagista gallec, i president de la Real Academia Gallega.
Nascut en una família amb una profunda identitat gallega, nebot de Marcelo Macías i cosí de Vicente Risco, Sebastián Martínez-Risco fou un jutge, advocat i escriptor. Cursà estudis a Ourense, va iniciar la carrera de Dret a la Universitat de Santiago de Compostel·la, la va continuar a la Universitat de Saragossa i la va acabar a la Universitat de Madrid. Va guanyar les oposicions de magistrat i recalà a O Barco de Valdeorras com a jutge d'instrucció el 1932, i posteriorent a Vilalba i a la Puebla de Sanabria. Com a jurista, va destacar com una de les figures més destacades en el camp del dret civil especial a Galícia. En el camp del dret va destacar com a assagista, una faceta que desenvolupava habitualment en gallec. La pràctica professional no li va impedir intensificar la seva activitat cultural. Va formar part del Consell de direcció de la Revista de Economía de Galicia, del Consell d'Administració de l'Editorial Galaxia i de la secció gallega de la revista portuguesa Quatro ventos, a més de col·laborar amb la revista Scientia Iuridica, de Braga, i del Galician Programme, de la BBC. El 1944 fou nomenat membre corresponent de la Real Academia Galega i, sis anys més tard, numerari de la mateixa institució, ingressant el 1953 amb la lectura del discurs "O sentimento da Xustiza na literatura galega". Posteriorment, entre 1960 i 1977, va presidir aquesta institució. Escriptor i poeta, se'l situa en la generació gallega del nou-cents, paral·lela a l'espanyola de 1927. També formà part del grup 'Nos'. És autor de més d'una dotzena de llibres, entre els quals destaquen diversos sobre Dret civil especial de Galícia. Havia estat també un dels impulsors de la compilació del Dret foral gallec. Era membre numerari de l'Acadèmia Gallega de Legislació i Jurisprudència i figurava en el patronat del Museu Carlos Maside.
El seu compromís polític amb les idees progressistes va portar-lo, ja molt minvat de forces al final dels seus dies, a promoure en el seu despatx de la Corunya la creació del Partit Socialista Gallec (PSG), i també a formar part de la Candidatura Democràtica Galega al Senat el 1977, quan se celebraven primeres eleccions lliures després de la dictadura.
Entre la seva producció bibliogràfica figuren El régimen jurídico de la propiedad territorial en Galicia a través de sus instituciones forales, Lagunas institucionales, en la compilación del Derecho Civil especial de Galicia, As institucions camunitarias no Dereito Foral Galego, los libros de poemas Trébol poético i La esquina amada, i la novel·la La tanza negra. Com a assagista, edità Presencia da lingua galega (1973) i un número important d'articles de diferents aspectes de la cultura gallega, com a "Valores espresivos da obra de Castelao" (1976), "Raíz galega de Valle Inclán", "Lamas Carvajal, Poeta do mundo rural" o "Nadal no alén terra", entre d'altres.
Després de mort, la seva figura ha rebut diversos homenatges, com el que li dedicà la 'Irmandade Xurídica Galega'. La ciutat de La Corunya li va dedicar un carrer al nou barri de Mato Grande.